# Hummel International
Hummel International (нем. — хуммель, шмель) — датская компания, специализирующаяся на выпуске спортивной обуви, одежды и инвентаря. Компания была основана в 1923 году семьёй Мессмер в городе Гамбург, Германия.
Через четыре года компания могла предложить широкий спектр продуктов — от ботинок для пеших прогулок до плавательных шапочек. В 1935-м году компания обанкротилась, её выкупает адвокат Герман Кристиан Нибб с двумя своими партнерами. Во время войны заводы компании сильно пострадали, но производство уцелело, и уже в первый послевоенный год компания выпускает бутсы, гандбольную обувь и коньки. Производство организовано в новом помещении.
В 1956 году компанию покупает Бернхард Векенброк. Он создает бренд Хуммель и начинает использовать фирменные шевроны в виде двух стрелок. Производство переезжает на юг Германии. В 1964 году было подписано первое спонсорское соглашение Hummel — с гандбольным клубом Grün Weiss Dankersen. GWD Minden, так называется клуб сегодня, все ещё спонсируется Hummel, это сотрудничество является одним из самых продолжительных в спортивной истории. В 1968 году Hummel подписывает второй свой спонсорский контракт — с футбольным клубом MSV Duisburg. Через год у компании выходит первая коллекция спортивной одежды. Hummel придумывает свой первый логотип — шмеля.
1970-е начались для Hummel с продаж в Европе и арабских странах, а закончились подписанием спонсорского контракта с датской футбольной ассоциацией. В 1980-м году немецкая по происхождению компания полностью переходит в руки датчан. В 1986 году на чемпионате мира по футболу в Мексике сборная Дании представила комплекты спортивной одежды марки Hummel.
C 1985 по 1994 год в спортивной форме Hummel играл футбольный клуб Реал Мадрид, завоевавший в этот период пять титулов чемпионов Испании подряд, два Кубка Испании, четыре Суперкубка Испании и два Кубка УЕФА.
В 1999 году компанию покупает датский семейный холдинг Thornico, во главе с Кристианом Стадилом — датским миллиардером, инвестором — визионером, автором книги Company Karma. Thornico меняет философию компании и подход к маркетингу и позиционированию.
В конце 1990-х Hummel производит перевыпуск коллекций 70-х годов, чем вызывает всплеск эмоций у фанатов спортивной одежды и приток прибыли в компанию. 2010-е ознаменовались для бренда заключением дружественно-рабочего соглашения с группой The Black Eyed Peas, Миккель Хенсен становится лучшим бомбардиром в кубке мира по гандболу и Hummel заключает пятилетний контракт с норвежской командой Бранн.
В 2018 году Hummel подписывает спонсорский контракт с клубом Глазго Рейнджерс, 54-кратным чемпионом Шотландии по футболу. В 2019 компания становится официальным спонсором Международной Федерации Гандбола на период до 2023 года. В 2020 году Hummel подписал спонсорский контракт с футбольным клубом Эвертон.
С 1979 (с перерывом с 2004 по 2016 год) компания является спонсором датской национальной сборной по футболу. В экипировке Hummel датская сборная выигрывала Евро 1992 и участвовала в нескольких чемпионатах мира, в том числе в России в 2018 году.
Hummel — один из крупнейших производителей спортивной формы и инвентаря для гандбола. В форме Hummel выступают несколько сборных команд и десятки профессиональных гандбольных клубов, в том числе ГК Вардар (победитель Лиги Чемпионов ЕГФ 2018/2019 и 2016/2017), ГК Виве (победитель Лиги Чемпионов ЕГФ 2015/2016, наиболее титулованный клуб Польши), ГК Киль (победитель Лиги Чемпионов ЕГФ 2011/2012, наиболее титулованный клуб в немецкой Бундеслиге) и ГК Веспрем (финалист Лиги Чемпионов ЕГФ 2014/2015, 2015/2016 и 2018/2019, наиболее титулованный клуб Венгрии).
Hummel является спонсором Сборной Британии по регбилиг, а также команды Виган Ворриорз, самого титулованного английского клуба по регбилиг.
В настоящее время компания производит спортивную одежду и обувь для футбола, гандбола, баскетбола, волейбола, регби и прочих видов спорта.
Hummel также является одним из крупнейших датских производителей детской одежды и повседневной спортивной одежды. В своей продукции компания ориентируется на экологичность, качество и скандинавский лаконичный дизайн.
Торговая марка Hummel зарегистрирована в 55 странах мира. Дистрибьюторская сеть компании Hummel охватывает более 40 стран.